# Świątniki Górne
Świątniki Górne là một thị trấn thuộc huyện Krakowski, tỉnh Małopolskie ở nam Ba Lan. Thị trấn có diện tích 4 km². Đến ngày 1 tháng 1 năm 2011, dân số của thị trấn là 2204 người và mật độ 496 người/km².